# Suitcase-Piercing
Suitcase-Piercing oder  T’aint ist die Bezeichnung für ein relativ seltenes weibliches Intimpiercing.
Der Stichkanal dieses Piercings verläuft zwischen dem Anus bzw. dem Enddarm und der Vagina, stellt also im Grunde eine Kombination eines sehr tiefen Anuspiercings mit einem tiefen Fourchette-Piercing dar. 
Das Piercing bringt eine hohe Gefahr für Entzündungen mit sich, die bis zur Peritonitis führen können. Darüber hinaus bestehen  auch dieselben Nachteile des (weitaus ungefährlicheren) Anuspiercing. Die Durchführung dieses Piercing wird von vielen Piercern abgelehnt.